# Мікуні-Дзіндзя
Станція Мікуні-Дзіндзя (三国神社駅 Мікуні-Дзіндзя-екі) — залізнична станція лінії Мікуні Авара залізниці Етідзен, розташована у місті Сакай, префектура Фукуй, Японія.

## Станція
Станцію Мікуні-Дзіндзя обслуговують лише поїзди місцевого сполучення. Станція має одну платформу та одну колію. Станція працює без обслуговчого персоналу.

## Прилегла територія
- Центр Мікуні простягається від цієї станції до станції Мікуні-Мінато. Втім, більшість урядових споруд розташовані поблизу цієї станції. Серед них:
  - Регіональне податкове бюро Канадзави, податковий офіс Мікуні
  - Рада міста Сакай, відділення у місті Мікуні
  - Пожежний підрозділ Рейхоку, пожежна станція Рейхоку Мікуні
  - Поліція префектури Фукуй, відділок поліції заходу міста Сакай
- Серед інших принад:
  - Муніципальний шпиталь Сакай Мікуні
  - Неповна середня школа Сакай Мікуні
  - Південна початкова школа Сакай Мікуні
  - Гімназія Мікуні

## Історія
- 1 липня 1930 року: відкриття станції.
- 1 вересня 1942 року: обʼєднання Електричної залізниці Кейфуку та Електричної залізниці Мікуні Авара.
- 25 червня 2001 року: станцію зачинено через аварію на основній лінії Етідзен.
- 10 серпня 2003 року: станцію знову відкрито.